# عدمية ميتافيزيقية

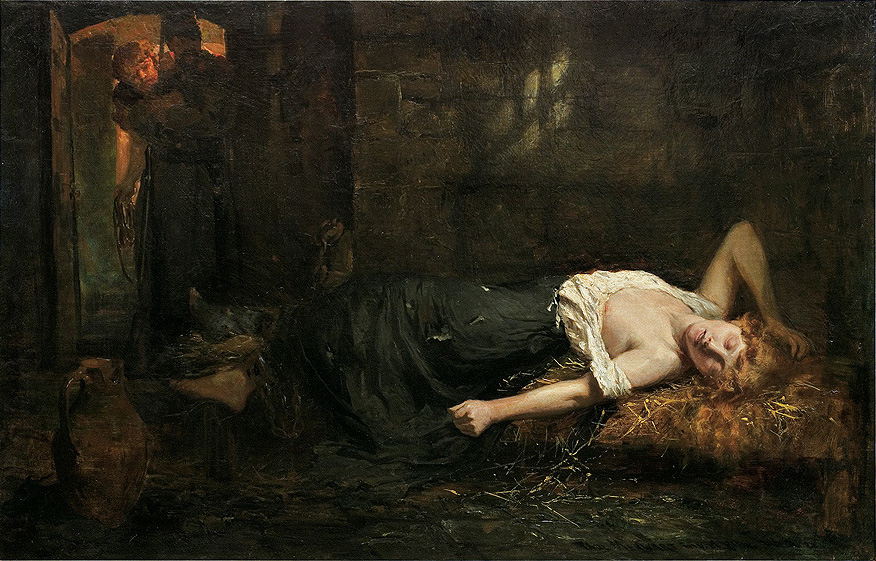
العدمي

العدمية الميتافيزيقية هي النظرية الفلسفية القائلة بأنه ربما لم تكن هناك أشياء على الإطلاق، أي أن هناك عالمًا محتملًا لا توجد فيه أشياء على الإطلاق؛ أو على الأقل أنه ربما لم تكن هناك أشياء ملموسة على الإطلاق، لذلك حتى لو كان كل عالم ممكن يحتوي على بعض الأشياء، فهناك عالم واحد على الأقل يحتوي على أشياء مجردة فقط.
لفهم العدمية الميتافيزيقية، يمكن للمرء أن ينظر إلى نظرية الطرح في أبسط أشكالها، التي اقترحها توماس بالدوين.
1. كان من الممكن أن تكون هناك أشياء كثيرة بلا حدود.
2. بالنسبة لكل شيء، ربما لم يكن هذا الشيء موجودًا.
3. فإزالة شيء لا يستلزم إدخال شيء آخر.
4. لذلك، لا يمكن أن يكون هناك أي شيء على الإطلاق.

الفكرة هي أن هناك عالمًا ممكنًا به أشياء كثيرة لا نهائية. وبالتالي يمكن للمرء أن يحصل على عالم آخر ممكن عن طريق إزالة شيء واحد، ولا يحتاج المرء إلى إضافة أي شيء آخر كبديل له. ثم يمكن للمرء أن يأخذ شيئًا آخر، وآخر، حتى يُترك مع عالم محتمل فارغ.
وفي مقابل القوة المحتملة لهذه الحجة البديهية، يرى بعض الفلاسفة أن هناك بالضرورة بعض الأشياء الملموسة. إنها نتيجة لواقعية ديفيد كيلوج لويس النموذجية الملموسة أنه من المستحيل عدم وجود أشياء ملموسة؛ لأنه بما أن العوالم ملموسة، فهناك على الأقل كائن ملموس واحد -العالم نفسه- في كل عالم. وبالمثل، جادل إي جي لوي بأن هناك بالضرورة بعض الأشياء الملموسة. حجته كالتالي: من الضروري أن تكون هناك بعض الأشياء المجردة، مثل الأرقام. الأشياء المجردة الوحيدة الممكنة هي المجموعات أو العوالم، لكن كلاهما يعتمد على وجود أشياء ملموسة (بالنسبة للمجموعات، أعضائها، بالنسبة للعوالم، الأشياء التي تمثلها). ولذلك، هناك بالضرورة بعض الأشياء الملموسة.